# Ligentella lacualis
Ligentella lacualis är en bönsyrseart som beskrevs av Johann Heinrich Kaltenbach 1996. Ligentella lacualis ingår i släktet Ligentella och familjen Mantidae. Inga underarter finns listade i Catalogue of Life.